# Alchile
Alchile (o gruppo alchilico), in chimica organica, indica il gruppo funzionale monovalente che deriva da un alcano per privazione di un atomo di idrogeno, per cui la sua formula chimica generale è –CnH2n+1. Il termine «alchile» deriva dall'unione di «alc(ano)» con il suffisso «-ile», cioè il suffisso generico per i gruppi funzionali o i sostituenti. Il primo dei gruppi alchilici è il metile, –CH3.

## Descrizione
La natura chimica di questa struttura molecolare non è radicalica o ionica poiché in un gruppo funzionale l'atomo di idrogeno perduto lascia il legame con il resto di una generica molecola.
La seguente reazione vede il metano formare il radicale metile (il corrispettivo gruppo alchilico) e idrogeno radicalico. Entrambi i prodotti, in quanto radicali, sono instabili e tendono a reagire velocemente con le molecole limitrofe.
{\displaystyle {\ce {CH4 -> CH3* + H*}}}

## Nomenclatura
La IUPAC ha stilato alcune semplici regole per nominare i numerosi gruppi alchilici esistenti:
- A seconda del numero di atomi di carbonio, la molecola viene nominata come accade per gli alcani, ma il suffisso corrispondente è modificato da -ano a -ile;
- Se per un certo numero di atomi di carbonio corrispondono più strutture molecolari, si nominano gli isomeri con alcuni prefissi (come iso-, sec- o ter-).

Gli alchili formano delle serie omologhe, ovverosia dei gruppi di molecole in cui, all'aumentare del numero di atomi di carbonio, aumentano in proporzione anche quelli di idrogeno. La serie omologa più semplice è quella formata da alchili lineari e ramificati, i quali hanno formula generale CnH2n+1. Tale serie si compone nelle sue molecole più semplici da:
| Formula | Strutture lineari | Isomeri ramificati |
| ------- | ----------------- | ------------------ |
| CH3−    | Metile            | -                  |
| C2H5−   | Etile             | -                  |
| C3H7−   | Propile           | Isopropile         |
| C4H9−   | Butile            | Isobutile          |
| C4H9−   | Butile            | Sec-butile         |
| C4H9−   | Butile            | Terz-butile        |
| C5H11−  | Pentile           | Numerosi isomeri   |
| C6H13−  | Esile             | Numerosi isomeri   |
| C7H15−  | Eptile            | Numerosi isomeri   |
| C8H17−  | Ottile            | Numerosi isomeri   |

Un'altra serie è formata dai cicloalchili, che hanno formula generale CnH2n−1. I più semplici alchili di questa serie sono ciclopropile, ciclobutile, ciclopentile e cicloesile.

## Sostituente −R
Quando la struttura di una molecola risulta essere troppo complessa o ingombrante da rappresentare bidimensionalmente, la forma che assumono i vari gruppi alchilici è −R. Il sostituente −R è dunque un'abbreviazione che indica che il resto della molecola ha natura alchilica o inizia con una porzione alchilica.
La lettera R è l'iniziale della parola residuo (di un alcano, ciò che resta tolto H), non necessariamente indica un radicale libero.

## Stabilità

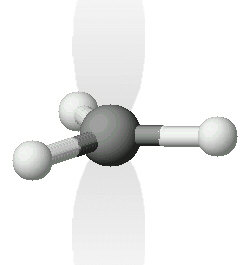
Modello radicale metile: ombreggiato l'orbitale p che contiene l'elettrone spaiato

L'atomo di carbonio che ospita l'elettrone spaiato ha ibridazione sp2, cioè lega gli altri 3 atomi disponendoli nella maniera più lontana possibile: su un piano. L'orbitale che ospita l'elettrone spaiato è un orbitale p perpendicolare al piano della molecola, dunque è accessibile dalle altre molecole. Questa proprietà è alla base della reattività che hanno gli alchili in natura e del fatto che esistano praticamente solo come porzioni di altre molecole e non come molecole a sé.
Si possono comunque classificare i radicali come:
- Primari, come ad esempio il metile, l'etile o il propile che si presentano nella forma R−CH2•;
- Secondari, come ad esempio l'isopropile o il sec-butile, che si presentano nella forma R2−CH•;
- Terziari, come il terz-butile, che si presentano nella forma R3−C•.

Il carattere primario, secondario  o terziario influisce sulla stabilità e sulla reattività sia dei radicali che dei composti da loro derivati. A causa dell'effetto induttivo stabilizzante esercitato dai gruppi R vicini, l'ordine di stabilità dei radicali alchilici è:
Terziario > Secondario > Primario